# Kazimiera Goławska
Kazimiera Goławska z domu Bojar (ur. 8 lipca 1937 w Rżańcu) – polska działaczka samorządowa, naczelnik gminy Łuków i następnie jej wójt (1973–2010).

## Życiorys
Córka Franciszka i Stanisławy. Z wykształcenia inżynier. Pracowała w Powiatowej Radzie Narodowej w Łukowie, gdzie doszła do stanowiska kierownika wydziału skupu. W 1960 wstąpiła do Polskiej Zjednoczonej Partii Robotniczej, w latach 1975–1981 była członkinią egzekutywy Komitetu Wojewódzkiego w Siedlcach. W 1972 wojewoda lubelski upoważnił ją do działań organizacyjnych związanych z reformą terytorialną i powołaniem gmin. 1 stycznia 1973 została naczelnikiem utworzonej gminy Łuków. Funkcję naczelnika, a następnie (od 1990) wójta pełniła nieprzerwanie do jesieni 2010, stając się najdłużej zajmującą takie stanowisko osobą w Polsce. W bezpośrednich wyborach samorządowych w 2002 i w 2006 uzyskiwała reelekcję w I turze.
Była radną Sejmiku Województwa Lubelskiego z ramienia Sojuszu Lewicy Demokratycznej I kadencji (1998–2002). W 2010 nie kandydowała na wójta, ubiegała się wyłącznie (bez powodzenia) o mandat radnej województwa. W 2014 bezskutecznie startowała do Parlamentu Europejskiego. W tym samym roku w wyborach samorządowych kandydowała bez powodzenia do rady powiatu łukowskiego.
Związana ze środowiskiem Kół Gospodyń Wiejskich. W 1999, w uznaniu wybitnych zasług w działalności społecznej na rzecz wsi i rolnictwa, odznaczona została Krzyżem Komandorskim Orderu Odrodzenia Polski.